# Накамура, Рюга
Рюга Накамура (яп. 中村龍雅; род. 24 июля 2001, Хирацука, Канагава) — японский футболист, полузащитник клуба «Супер Нова».

## Карьера

### Начало карьеры
Воспитанник футбольной академии японского клуба «Сёнан Бельмаре», в системе которого футболист выступал в командах до 15 лет и до 18 лет. В июле 2019 года футболист сменил клубную прописку и присоединился к клубу «Сагамихара». В декабре 2019 года футболист был переведён в основную команду, тем самым став первым в истории клуба футболистом, кого повысили из академии в основной состав. Однако на протяжении сезона футболист так и не дебютировал за клуб. В январе 2021 года футболист покинул клуб, расторгнув контракт по соглашению сторон. 

### «Тукумс 2000»
В июле 2021 года футболист перешёл в латвийский клуб «Валмиера». В марте 2022 года футболист отправился на правах арендного соглашения в латвийский клуб «Тукумс 2000». Дебютировал за клуб 13 марта 2022 года в матче против клуба «Даугавпилс», выйдя на замену на 60 минуте. Дебютный гол за клуб забил 19 апреля 2022 года в матче против «Лиепаи». Футболист быстро закрепился в основной команде клуба. На протяжении сезона футболист записав в свой актив 2 забитых гола и результативную передачу. По окончании арендного соглашения покинул клуб.

### «Хегельманн»
В феврале 2023 года футболист перешёл в литовский клуб «Хегельманн». Дебютировал за клуб 4 марта 2023 года в матче против клуба «ДФК Дайнава», выйдя на поле в стартовом составе и отыграв все 90 минут. Закрепиться в основной команде литовского клуба у футболиста не получилось, в начале сезона проведя 4 матча, в которых результативными действиями не отличился, затем постоянно оставаясь на скамейке запасных. В июле 2023 года покинул клуб, расторгнув контракт по соглашению сторон.

### «Елгава»
В июле 2023 года футболист присоединился к латвийскому клубу «Елгава». Дебютировал за клуб 6 августа 2023 года в матче против клуба «Ауда», выйдя на поле в стартовом составе. В следующем своём матче 13 августа 2023 года против клуба «Валмиеры» отличился дебютными забитым голом и результативной передачей. На протяжении всего сезона футболист был в клубе одним из ключевых игроков, отличившись забитым голом и 3 результативными передачами, закончив чемпионат на итоговом шестом месте. В ноябре 2024 года футболист покинул клуб по окончании срока действия контракта.

### «Супер Нова»
В апреле 2024 года футболист на правах свободного агента присоединился к латвийскому клубу «Супер Нова».

## Международная карьера
В 2019 году представлял сборные Японии до 18 лет и до 19 лет, за которые сыграл по матчу.